# Дама, пишущая письмо
«Дама, пишущая письмо», или «Дама пишет» — картина Яна Вермеера, созданная около 1665 года. В настоящее время находится в собрании Национальной галереи искусства в Вашингтоне.
На картине изображена женщина, одетая в жёлтый жакет с отделкой из горностая. Видимо, её прервали во время написания письма, поэтому она осторожно повернула голову, чтобы узнать, что происходит. Как и во многих своих работах, Вермеер не даёт пояснения или причины этого взгляда. Это стало поводом для ряда критических отзывов, утверждавших, что произведениям художника не хватает психологической глубины, но эта черта также является важным компонентом его образов. Как и на многих других работах Вермеера, на героине надеты жемчужное ожерелье и серьги. Некоторые из предметов, изображённых на картине, такие как украшения, женский жакет и ткань на столе, также встречаются в других работах Вермеера. Жёлтый жакет с меховой отделкой упоминается в реестре предметов собственности, составленном после смерти художника. Это привело искусствоведов к предположению, что он или члены его семьи были владельцами этих предметов, или даже что герои картин были его родственниками. Часто предполагалось, что Вермеер стремился оставить своим натурщикам и натурщицам то, что он не мог дать своей супруге и семье — спокойствие и достаток.
На картине присутствует монограмма автора в нижней части на стене, но, как и на большинстве картин Вермеера, дата не подписана. Однако стиль и техника живописи, а также женский костюм и прическа героини, встречающиеся на других работах, позволяют отнести работу к зрелой фазе творчества художника — середине-концу 1660-х годов.
В 1962 году «Дама, пишущая письмо» была подарена Национальной галереи искусства. На год картина была переправлена на выставку в Пасадену (штат Калифорния), где она экспонировалась с 7 ноября 2008 года по 9 февраля 2009 года.
В детской книге «В погоне за Вермеером» авторства Блю Бэлиет картина была похищена по пути из Национальной галереи искусств в Чикаго, вокруг чего строится основной сюжет.